# Sint-Lievenstunnel
De Sint-Lievenstunnel is een verkeerstunnel in de Belgische stad Gent onder het kruispunt Sint-Lievenspoort. De tunnel is onderdeel van de kleine ring R40 en kruist ondergronds de B401 (niveau +1) en haar opritten (+0).
In 1972 werd de tunnel in gebruik genomen. In 2012 en 2013 werd de tunnel geheel gerenoveerd. Het aantal rijstroken werd in beide richtingen van twee naar één gebracht, wat geen echte problemen opleverde. Een groter verkeersknelpunt is het kruispunt boven de grond, omdat een groot deel van het verkeer daar afslaat van en naar de snelwegen.